# Leptophion lavellai
Leptophion lavellai là một loài tò vò trong họ Ichneumonidae.